# Stary Paczków
Stary Paczków (deutsch Alt Patschkau) ist ein Ort in der Stadt- und Landgemeinde Paczków im Powiat Nyski der Woiwodschaft Opole in Polen.

## Geographie

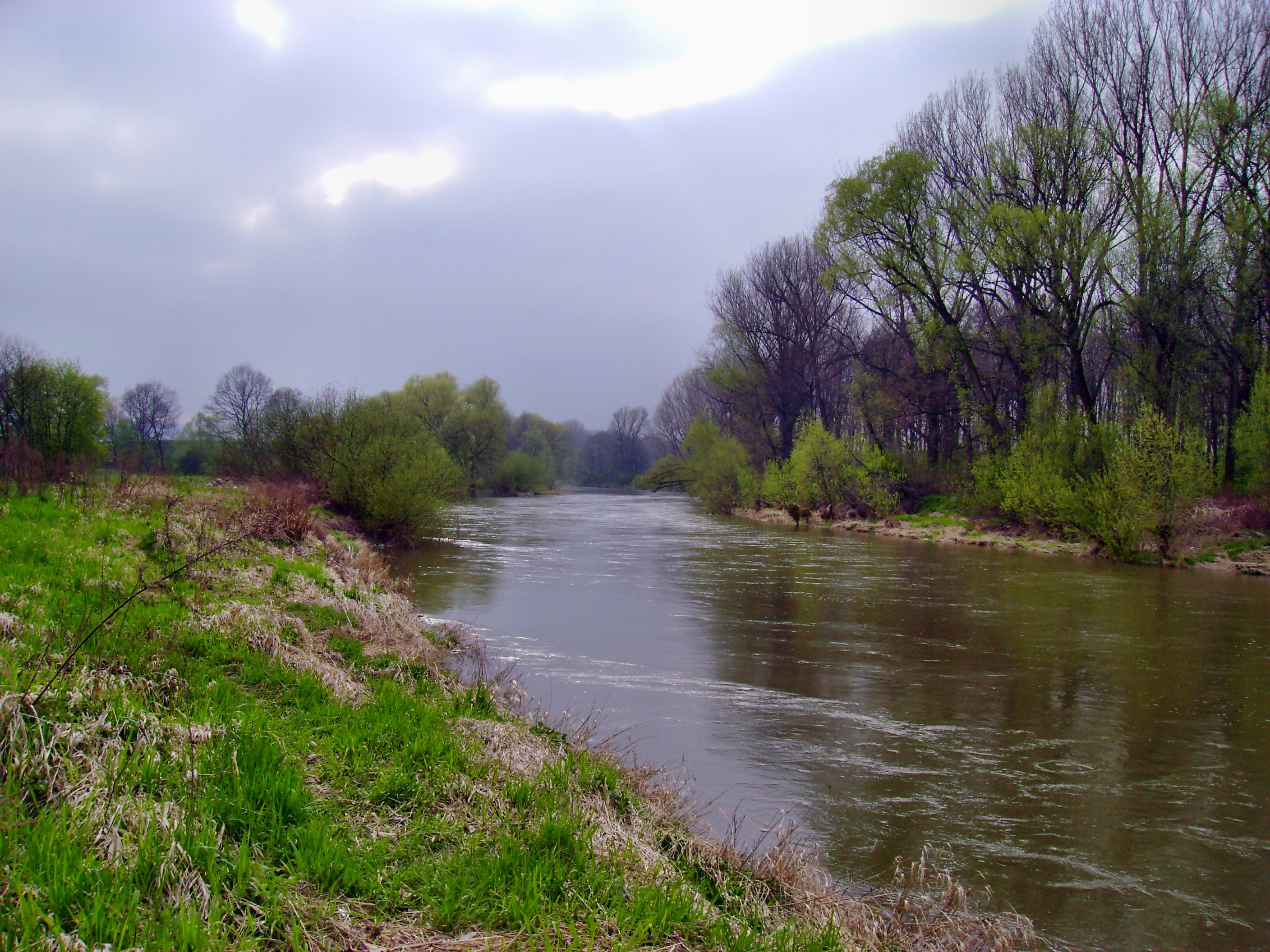
Glatzer Neiße bei Stary Paczków

Das Angerdorf Stary Paczków liegt drei Kilometer östlich von Paczków (Patschkau), 22 Kilometer südwestlich von Nysa (Neisse) und 77 Kilometer südwestlich von Opole (Oppeln) an der Tarnawka (Tarnau), einem rechter Nebenfluss der Glatzer Neiße. Diese fließt nördlich und östlich von Stary Paczków in den Ottmachauer Stausee.
Nachbarorte sind Wilamowa (Alt Wilmsdorf) im Osten, Ujeździec (Geseß) im Süden, Unikowice (Heinzendorf) im Südwesten und Paczków (Patschkau) im Westen. 

## Geschichte

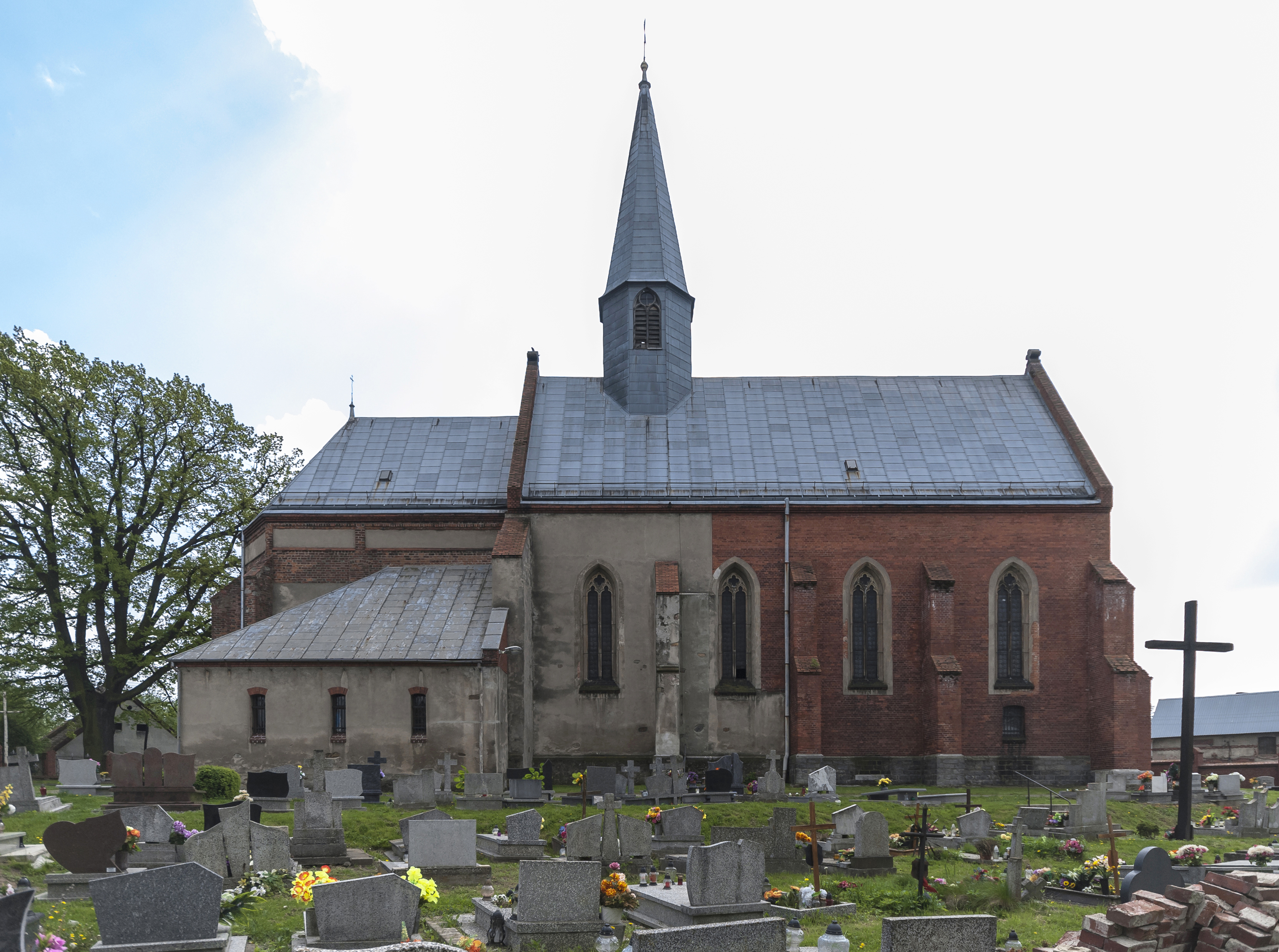
Allerheiligenkirche

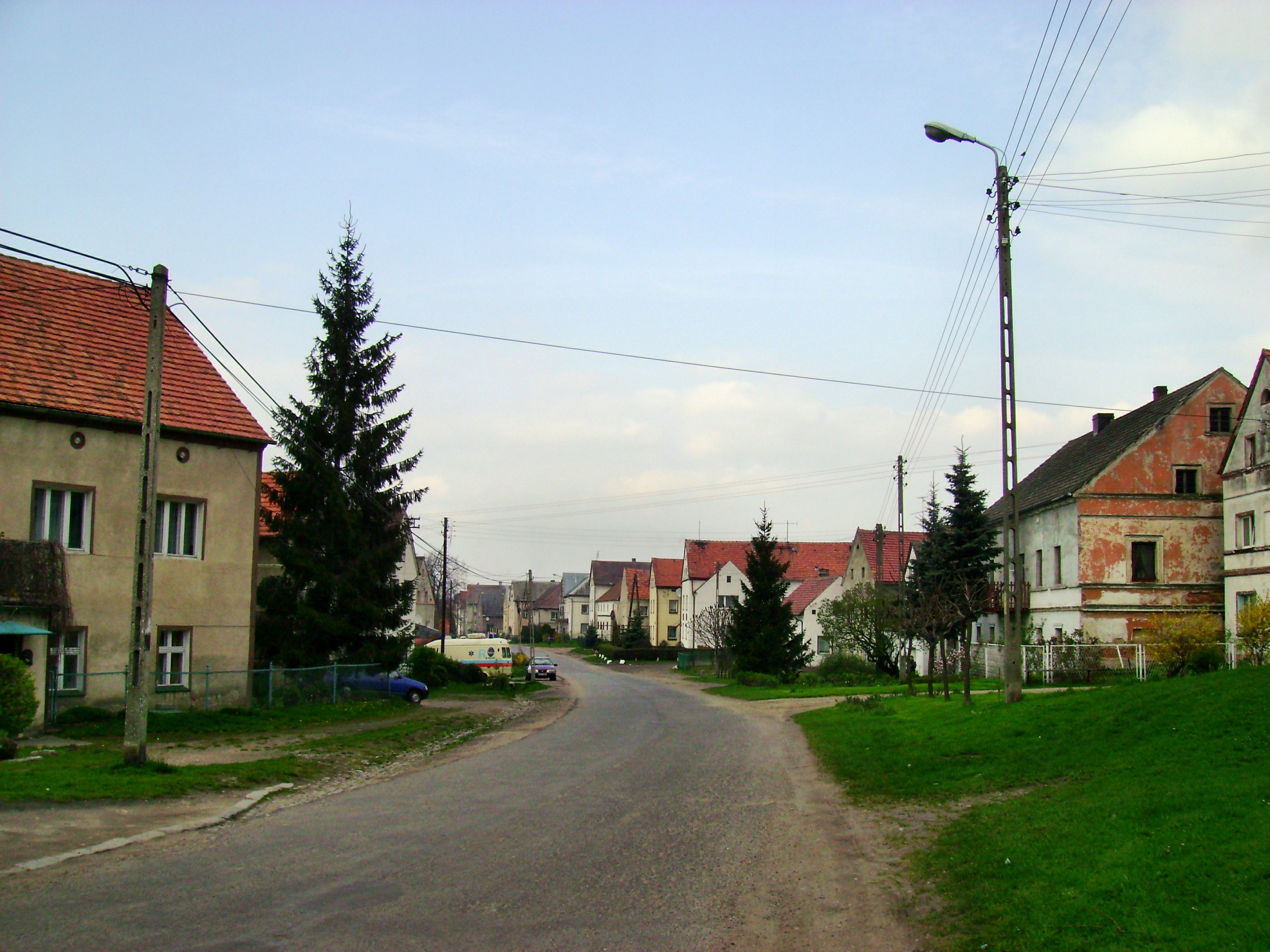
Dorfpartie

Bei der Gründung der Stadt Patschkau im Jahre 1254 gab es dieses Dorf schon. Nachdem die Kolonistenstadt auf dem Grund und Boden der Dörfer Bogenau und Patschkau vom Breslauer Bischof Thomas I. gegründet wurde, wurde es als Alt-Patschkau bezeichnet. Ab 1290 gehörte Alt-Patschkau zum neu gegründeten Fürstentum Neisse. Die katholische Kirche wurde 1293 erstmals erwähnt. 1338 wurde es als „Antiquum paczcow“ bezeichnet. Für das Jahr 1638 ist eine Küsterschule belegt; im Visitationsbericht wurde 1651 ein Kirchschreiber erwähnt, der Schulunterricht erteilte. 
Nach dem Ersten Schlesischen Krieg 1742 fiel Alt Patschkau mit dem größten Teil Schlesiens an Preußen.
Nach der Säkularisierung des Fürstentums Neisse 1810 wurde die weltliche Herrschaft der Breslauer Bischöfe beendet. Mit der Neugliederung Schlesiens 1813 wurde Alt Patschkau, das bis dahin zum Regierungsbezirk Breslau gehörte, dem Regierungsbezirk Oppeln eingegliedert. Ab 1816 gehörte es zum  Landkreis Neisse, mit dem es bis 1945 verbunden blieb. 1839 wurde ein neues Schulgebäude erbaut. 1845 bestanden im Dorf eine Scholtisei, eine katholische Kirche, eine katholische Schule sowie 122 weitere Häuser. Im gleichen Jahr lebten in Alt Patschkau 716 Einwohner, davon sieben evangelisch. 1855 wurden 787 Einwohner gezählt. 1865 bestanden im Ort 29 Bauern-, 36 Gärtner- und 28 Häuslerstellen sowie zwei Wassermühlen, eine Brennerei, eine Schankwirtschaft. Zusammen mit den Landgemeinden Geseß und Alt Wilmsdorf sowie den gleichnamigen Gutsbezirken gehörte Alt Patschkau ab 1874 zum Amtsbezirk Geseß. 1885 zählte Alt Patschkau 741 Einwohner.
Im Jahre 1925 besuchten 82 Kinder die dreiklassige Schule. 1933 lebten 293 Einwohner im Alt Patschkau. Im Jahr 1937 waren vorhanden: Je ein Bäcker, Baugeschäft, Fleischer, Gartenbaubetrieb, Gasthof, Gemischtwarenladen, Sattler, je zwei Mühlen, Schneider, Schuhmacher und Stellmacher, drei Schmiede, sowie eine Spar- und Darlehenskasse und eine Elektrizitätsgenossenschaft. 1939 zählte Alt Patschkau 300 Einwohner.
Als Folge des Zweiten Weltkriegs fiel Alt Patschkau mit dem größten Teil Schlesiens 1945 an Polen, wurde in Stary Paczków umbenannt und der Woiwodschaft Schlesien angeschlossen. Die deutsche Bevölkerung wurde, soweit sie nicht vorher geflohen war, vertrieben.
1950 wurde Stary Paczków in die Woiwodschaft Opole eingegliedert. Seit 1999 gehört es zum Powiat Nyski.

## Sehenswürdigkeiten
- Die römisch-katholische Allerheiligenkirche (Kościół Wszystkich Świętych) wurde 1293 erstmals erwähnt. Der östliche Teil stammt aus dem 15. Jahrhundert, der übrige Bau wurde 1890/91 errichtet. Die erste Pfarrkirche und das Pfarrwidumgebäude waren in den Hussitenkriegen zerstört worden. Danach war die Alt-Patschkauer Kirche Filialkirche von Patschkau mit einem ständigen Kaplan und Glöckner. Erst 1919 wurde die Allerheiligenkirche zur Pfarrkirche für Alt-Patschkau erhoben. Bekannt ist der spätgotische „Mannla-Altar“ (Volksmund) in der Kirche, ein Flügelaltar, der wegen der vielen dargestellten Heiligen so genannt wird. Das Gebäude wurde 1966 unter Denkmalschutz gestellt.[8]
- Steinerne Wegekapelle
- Steinernes Wegekreuz

## Einwohnerentwicklung
Von 1784 bis 1939 entwickelten sich die Einwohnerzahlen folgendermaßen:
| Jahr | Einwohner | Haushalte                 |
| ---- | --------- | ------------------------- |
| 1784 | 619       | 85 Stellen                |
| 1845 | 716       | 122 Häuser                |
| 1895 | 734       | 113 Häuser, 156 Haushalte |
| 1939 | 640       | 135 Haushalte             |

## Vereine
- Freiwillige Feuerwehr OPS Stary Paczków